# 시기베르투스 4세
프랑크의 지게베르트 4세 또는 시지스베르 4세(Sigebert IV, 671년 ~ 758년)는 메로빙거 왕조 출신 프랑크족의 군주로 프랑크 왕국 아우스트라시아 분국 출신의 왕자이다. 성혈과 성배 등과 프랑스의 전설에 의하면 그가 프랑스 서남부로 도망하였다 하며 이후 라제에 정착했다. 성혈과 성배에 의하면 그가 예수 그리스도의 후예라는 견해가 있으나 예수 후손설은 신빙성은 없다. 아우스트라시아의 지게베르트 4세(Sigebert IV von Austrasia) 또는 라제의 지게베르트(Sigebert IV de Raze)로도 불린다.

## 생애
지게베르트는 다고베르트 2세와 그의 두 번째 아내인 서고트 왕국 출신 기셀라 드 라제의 아들이었다. 성혈과 성배의 저자 마이클베이전트, 리처드레이, 헨리링컨 등에 의하면 671년 아들을 기다리던 다고베르트 2세의 아들로 어렵사리 태어났다 고 한다.
679년 12월 부왕 다고베르트 2세가 로렌의 스테네이 평원에서 사냥 도중, 프랑크 왕국 네우스트리아 분국의 궁재 에브로인 또는 아우스트라시아 분국의 궁재 피핀 헤르스탈이 보낸 자객에 의해 암살되자, 지게베르트는 누이에 의해 구출되어 왕국의 남부으로 달아나 서고트 족의 공주였던 모후의 친정인 라제 백작가의 영지로 피신하였다. 어머니 기셀라는 서고트의 왕 왐바의 여동생 서고트의 기셀라의 딸이었다.
681년 랑그도크에 도착하여 라제 공작과 레대 백작 지위를 승계했다고 한다. 그는 교회와 반대파들의 공격을 피해 은밀히 혈통을 이어 나갔다. 지게베르트가 정착하고 그의 후손들이 뿌리내린 랑그도크와 프로방스 등지에서는 13세기 카타리파, 알비파 등 가톨릭에 대항하는 반대파 교단의 근거지가 되기도 했다.
지게베르트가 어떻게 살다가 죽었는가는 정확하게 알려지지 않았다. 그러나 그가 은신했다는 프랑스 서남부 렌느 샤토 마을의 전설을 근거로 그가 그곳에서 세계를 이어갔다고 한다. 이는 소설 다빈치 코드의 소재가 되기도 하였다. 그러나 지게베르트가 스스로 예수의 후손이라고 주장했는가의 여부는 확인되지 않고 있다. 718년 렌느 샤토 근처에 아내 막달라와 함께 수도원을 세웠다고 한다. 이후로는 그에 대한 행적이 나타나지 않는다. 뒤에 예루살렘 성지를 탈환하는 고드프루아 드 부용 과 보두앵 2세 형제가 그의 후손이라 한다.

## 실존 여부 논란
지게베르트의 존재는 인정하나 그가 유년기에 부왕 다고베르트 2세와 다고베르트 2세의 다른 가족들이 살해될 때 함께 살해됐다고 보기도 한다. 한편 일부의 견해는 그가 실존인물이 아닌 가상인물이라는 의견도 있다. 마이클베이전트,리처드레이,헨리링컨 등이 프랑스에서 자료를 확인한 후에 발표한 1983년의 성혈과 성배를 통해 알려졌고, 2004년의 소설 다빈치 코드에는 그가 예수 그리스도의 혈통을 계승한 것처럼 묘사되고 있다. 그러나 지게베르트가 스스로 예수의 후손임을 주장했다는 기록은 나타나지 않고 있으며, 예수 후손설에 대한 신빙성은 없다.

## 가계
- 할아버지 : 성 지게베르트 3세(St. Sigebert III, 630년? - 656년)
- 할머니 : 힘네힐데스 혹은 킴네킬드
  - 고모 : 빌리힐데스(Belichilde, Bilihilde)
  - 고모부 : 힐데리히 2세(Childeric II)[6]
- 아버지 : 다고베르트 2세(Dagobert II, 650년 - 679년 12월, 암살당함)
- 어머니 : 마틸다 드 켈트(Mechtilde[7])
  - 이복 누나 : 성 아델라(St. Adela, Princess of AUSTRASIA)
  - 이복 누나 : 성 이루미나(St. Irmina)
- 어머니 : 기셀라 드 라제(Gisela de Raze, ? - 679년 12월
- 이복 형 : 후고베르트(Hugobert of AUSTRASIA)
- 부인 : 가스코뉴의 막달레네(Magdalene or Magdala of NARBONNE & Carcasonne)
  - 아들 : 시기베르투스 5세(Sigebert V, Comte de RAZES, 696년 - 765년)
    - 손자 : 베라 3세(Bera III, 715년? - 770년)

  - 종조부 : 클로비스 2세(Clovis II, 630년? - 657년)

## 같이 보기
- 메로빙거 왕조
- 다고베르트 2세
- 아우스트라시아
- 프랑크 왕국
- 성혈과 성배
- 다빈치 코드
- 반기독교주의
- 피핀 2세
- 지게베르트 3세